# Shōtoku
L'emperadriu Kōken (孝謙天皇 (japonès) — 718 - 28 d'agost de 770) fou el 46è i 48è monarca del Japó, segons l'ordre tradicional de successió. L'emperadriu va tenir dos regnats; el primer, sota el nom de Kōken-tenno, que va transcórrer des de l'any 749 fins al 758. Aquell any va abdicar en favor del seu cosí tercer, l'emperador Junnin, però sis anys després el va derrocar i va tornar a accedir al tron sota el nom de Shōtoku-tenno, i va regnar fins a la seva mort l'any 770. Abans d'ascendir al Tron del Crisantem, el seu nom personal (imina) era Abe.
Fou la filla de l'emperador Shomu i de l'emperadriu consort Komyo. La princesa Abe va ascendir al tron l'any 749, a l'edat de 31 anys, després de l'abdicació del seu pare. En accedir al Tron del Crisantem va adoptar el títol d'Emperadriu Kōken.
L'any 757, després de la mort del seu pare, l'emperadriu decideix anomenar al Príncep Imperial oi com a Príncep de la Corona, enlloc del Príncep Imperial Funado, que havia estat designat en el testament de l'emperador mort. A l'any següent, amb 39 anys, abdica en favor del seu cosí tercer i fill adoptiu, el Príncep Imperial oi, qui va esdevenir l'emperador Junnin. No obstant això, el poder del nou emperador era minúscul i la retirada emperadriu exercia el poder darrere del tron.
Així, l'any 764, ella decideix derrocar el seu cosí i va tornar a accedir al tron amb 45 anys, sota el nom d'emperadriu Shōtoku.
L'emperadriu era una devota budista, de fet mai va renunciar als seus vots mentre va ser emperadriu. Va ser molt propera a un monjo budista anomenat Dokyo, a qui li va atorgar poder i títols. Aquest succés va demostrar el poder creixent dels clergues budistes i fou un factor clau del trasllat de la capital a Nara, cap a l'any 784, per l'Emperador Kanmu.

## Kugyo
Kugyo (公卿) és el terme col·lectiu per als personatges més poderosos i directament lligats al servei de l'Emperador del Japó anterior a la restauració Meiji. Eren cortesans hereditaris, el prestigi i l'experiència dels quals els havia portat al més alt esglaó cortesà.
Com a Kōken
- Taiho: Emi no Oshikatsu (anteriorment Fujiwara no Nakamaro).[3]
- Sadaijin: Tachibana no Moroe (anteriorment Príncep Imperial Katsuragi).[3]
- Udaijin: Fujiwara no Nakamaro.
- Udaijin: Fujiwara no Toyonar.

Com a Shōtoku
- Daijo Daijin: Dokyo.[2]
- Udaijin: Kibi no Makibi.

## Eres
Article principal: Era japonesa
Com a Emperadriu Kōken
- Tenpyo-kanpo (749)
- Tenpyo-shoho (749 – 757)
- Tenpyo-hoji (757 – 765)

Com a Emperadriu Shōtoku
- Tenpyo-hoji (757 – 765)
- Tenpyo-jingo (765 – 767)
- Jingo-keiun (767 – 770)